# 黑角頭石刻

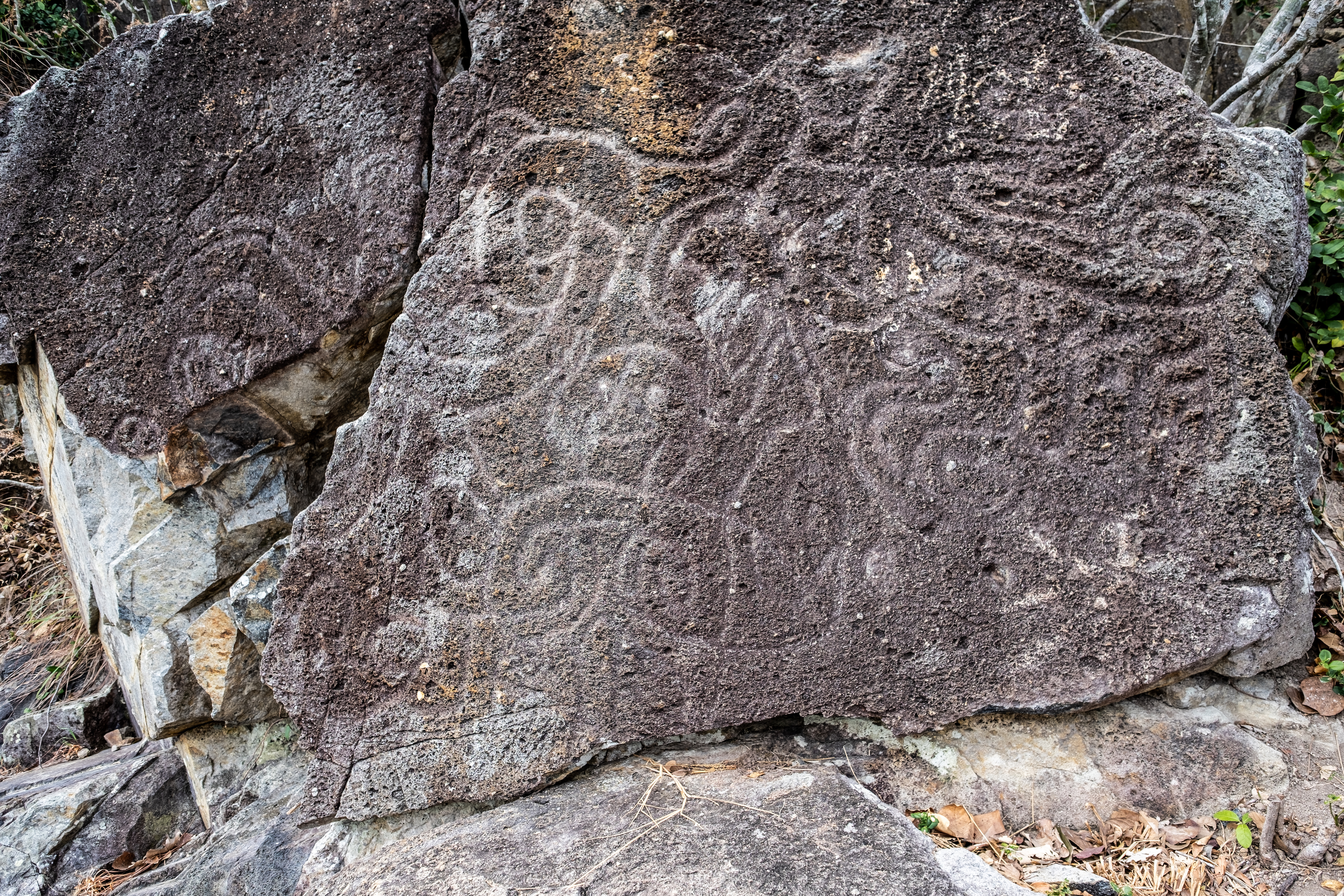
黑角頭石刻

黑角頭石刻位於香港香港島東區黑角頭懸崖，是香港現時已被發現的10處石刻之一，其東北面是佛堂門，亦是香港的法定古蹟。

## 描述
黑角頭石刻位於香港東區黑角頭的懸崖上，海拔約11米。石刻高約160厘米，闊260厘米，面積與香港最大的石刻東龍洲石刻相若。石刻的紋飾呈幾何及曲線圖案，與香港青銅器時代器物及其他八處已在1970至1980年代宣佈為法定古蹟的石刻（尤其鄰近的大浪灣石刻與東龍洲石刻）的紋飾十分相似。黑角頭石刻是香港現時已被發現的10處石刻之一。石刻大致保存良好，僅左下方有裂縫。由於石刻位處懸崖難以到達，因此附近設有警告標示。
2018年10月，市民張業基向古物古蹟辦事處報告於黑角頭懸崖發現一處石刻，他其後在2019年12月9日獲古諮會主席蘇彰德與發展局文物保育專員任浩晨頒發獎狀。2019年10月25日，黑角頭石刻獲列為法定古蹟。

## 外部連結
- (PDF). 古物古蹟辦事處. 2019-10-14  [2022-04-06]. （原始内容存档 (PDF)于2022-04-06）.
- . 古物古蹟辦事處. 2019-10-14  [2022-04-06]. （原始内容存档于2022-04-06）.